# Dyck (Solingen)
Dyck war ein Wohnplatz in der bergischen Großstadt Solingen.

## Lage und Beschreibung
Dyck lag südlich des Gräfrather Ortskerns rund 260 Meter südöstlich des ehemaligen Gräfrather Rathauses im Tal des Nümmener Bachs. Der Bach wird an dieser Stelle zu einem Teich gestaut. Dyck lag am südlichen Ufer dieses Teichs, ungefähr an der Stelle des heute dort verlaufenden Wanderwegs. Am Berg nach Südosten breitet sich heute das Gewerbe- und Industriegebiet Dycker Feld aus, das seinen Namen von dem ehemaligen Wohnplatz hat.
Benachbarte Orte sind bzw. waren (von Nord nach West): Ziegelfeld (Ost), Heider Hof, Paashaus, Unten zum Holz, Rauenhaus, Ringelshäuschen, Obenflachsberg, Bergerbrühl und Ziegelfeld (Süd).

## Etymologie
Der Wort Dyck steht für einen Teich. Gemeint ist der Stauteich des Nümmener Bachs, an dem der Wohnplatz lag.

## Geschichte
In dem Kartenwerk Topographia Ducatus Montani, Blatt Amt Solingen, von Erich Philipp Ploennies aus dem Jahr 1715 ist der Ort mit einer Hofstelle verzeichnet und als Dieck benannt. Der Wohnplatz gehörte zur Honschaft Gräfrath innerhalb des Amtes Solingen. Die Topographische Aufnahme der Rheinlande von 1824 verzeichnet den Ort als Diken, die Preußische Uraufnahme von 1844 als Dyck. In der Topographischen Karte des Regierungsbezirks Düsseldorf von 1871 ist der Ort als Dyck verzeichnet.
1815/16 lebten 39 Einwohner im Ort. 1830 gehörte er zu der Bürgermeisterei Gräfrath, im als Weiler bezeichneten Ort lebten zu dieser Zeit 44 Menschen. 1832 war Dyck weiterhin Teil der Gräfrather Honschaft innerhalb der Bürgermeisterei Gräfrath.  Der nach der Statistik und Topographie des Regierungsbezirks Düsseldorf als Ackerhof kategorisierte Ort besaß zu dieser Zeit vier Wohnhäuser, zwei Fabriken bzw. Mühlen und zwei landwirtschaftliche Gebäude. Zu dieser Zeit lebten 43 Einwohner im Ort, davon sieben katholischen und 36 evangelischen Bekenntnisses. Die Gemeinde- und Gutbezirksstatistik der Rheinprovinz führt den Ort 1871 mit vier Wohnhäusern und 56 Einwohnern auf. Im Gemeindelexikon für die Provinz Rheinland werden 1885 acht Wohnhäuser mit 46 Einwohnern angegeben. 1895 besitzt der Ortsteil acht Wohnhäuser mit 40 Einwohnern, 1905 werden acht Wohnhäuser und 54 Einwohner angegeben.
1887 wurde am Ort vorbei die Bahnstrecke Solingen–Wuppertal-Vohwinkel trassiert. Mit der Städtevereinigung zu Groß-Solingen im Jahre 1929 wurde Dyck ein Ortsteil Solingens. Im Stadtplan von 1953 ist Dyck noch verzeichnet. Bis zur Mitte der 1970er Jahre wurden die zum Wohnplatz gehörenden Gebäude niedergelegt. Auf dem Gelände entstand ein Waldstück, südlich wurde ab den 1980er Jahren auf der Feldflur des Ackerhofs das Gewerbe- und Industriegebiet Dycker Feld erbaut.